# District de Kiskőrös
Le district de Kiskőrös (en hongrois : Kiskőrösi járás) est un des 11 districts du comitat de Bács-Kiskun en Hongrie. Créé en 2013, il rassemble 15 localités dont Kiskőrös, le chef-lieu du district.
Cette entité existait déjà sous nom ce nom entre 1898 et 1983, l'année d'une réforme territoriale qui a vu la suppression des districts.

## Localités
| Nom           | Statut  | Superficie (km²) | Population (2013) |
| ------------- | ------- | ---------------- | ----------------- |
| Izsák         | Ville   | 113,76           | 5 904             |
| Kecel         | Ville   | 114,48           | 8 687             |
| Kiskőrös      | Ville   | 102,23           | 14 259            |
| Soltvadkert   | Ville   | 108,86           | 7 433             |
| Akasztó       | Commune | 64,88            | 3 230             |
| Bócsa         | Commune | 97,04            | 1 830             |
| Császártöltés | Commune | 82,06            | 2 323             |
| Csengőd       | Commune | 48,89            | 2 020             |
| Fülöpszállás  | Commune | 91,32            | 2 278             |
| Imrehegy      | Commune | 70,31            | 694               |
| Kaskantyú     | Commune | 58,28            | 926               |
| Páhi          | Commune | 38,96            | 1 184             |
| Soltszentimre | Commune | 44,49            | 1 261             |
| Tabdi         | Commune | 21,39            | 1 076             |
| Tázlár        | Commune | 73,38            | 1 702             |